# Dacre Montgomery
Dacre Kayd Montgomery (Perth, Australia Occidental, 22 de noviembre de 1994) es un actor australiano, conocido principalmente por interpretar a Billy Hargrove en la serie original de Netflix, Stranger Things y a Steve Binder en la película musical estadounidense Elvis.

## Biografía

### Primeros años
Montgomery nació y fue criado en Perth, Australia Occidental, hijo de madre canadiense psicóloga y padre neozelandés, y tiene una hermana menor. Su abuelo también es psicólogo.
Estudió en la Bayswater Primary School y comenzó a actuar a la edad de nueve años. Además, estudió tres años en la Academia de Australia Occidental de Artes Escénicas, donde se graduó en 2015.

### Carrera
Montgomery comenzó su carrera en el cortometraje Bertrand the Terrible, donde interpretó a Fred. También participó en el piloto de Family Tree y fue elegido para interpretar a Mike en A Few Less Men, secuela de la comedia australiana A Few Best Men protagonizada por Laura Brent y Xavier Samuel.
El 20 de octubre de 2015, se dio a conocer que Montgomery fue elegido para interpretar a Jason, el Ranger rojo, líder de los Power Rangers en la película del mismo nombre, estrenada en 2017, dirigida por Dean Israelite, y en la cual comparte créditos con Becky G, RJ Cyler, Naomi Scott, Ludi Lin, Elizabeth Banks y Bryan Cranston.
En 2016, Montgomery se unió al elenco de la segunda temporada de la serie de ciencia ficción sobrenatural de Netflix Stranger Things como Billy Hargrove. Para el papel tuvo que hablar con acento estadounidense.
El 6 de noviembre de 2017, Montgomery se unió a la película The True History of the Kelly Gang junto a Russell Crowe y Nicholas Hoult, y cuyo rodaje comenzó en 2018.

### Vida personal
Montgomery ha declarado que sufrió acoso en la secundaria por su sobrepeso. Él actualmente vive en Perth, Australia.

## Filmografía
| Cine             | Cine                              | Cine                      | Cine             |
| Año              | Título                            | Rol                       | Notas            |
| ---------------- | --------------------------------- | ------------------------- | ---------------- |
| 2011             | Betrand the Terrible              | Fred                      |                  |
| 2015             | Godot's Clinic                    | Barnabus Stottle          | Cortometraje     |
| 2017             | A Few Less Men                    | Mike                      | Cortometraje     |
| 2017             | Power Rangers                     | Jason Scott / Ranger rojo | protagonista     |
| 2017             | Better Watch Out                  | Jeremy                    |                  |
| 2020             | La galería de los corazones rotos | Nick                      | Protagonista     |
| 2022             | Elvis                             | Steve Binder              | Película         |
| Televisión       |                                   |                           |                  |
| Año              | Título                            | Rol                       | Notas            |
| 2017–2022        | Stranger Things                   | Billy Hargrove            | Elenco principal |
| Videos musicales |                                   |                           |                  |
| Año              | Título                            | Artista                   | Rol              |
| 2015             | Old Souls                         | Make Them Suffer          | Robert           |
| 2017             | Chateau                           | Angus & Julia Stone       | Líder            |

## Premios y nominaciones
| Año  | Premiación                      | Categoría                   | Nominado por    | Resultado | Ref.   |
| ---- | ------------------------------- | --------------------------- | --------------- | --------- | ------ |
| 2017 | Teen Choice Awards              | Choice Sci-Fi Movie Actor   | Power Rangers   | Nominado  | [ 12 ] |
| 2018 | 24th Screen Actors Guild Awards | Mejor reparto de televisión | Stranger Things | Nominado  | [ 13 ] |
| 2018 | MTV Movie & TV Awards           | Roba escenas                | Stranger Things | Nominado  | [ 14 ] |
| 2022 | Men of the Years Awards         | Mejor Actor internacional   | Elvis           | Ganador   |        |